# Катастрофа Boeing 747 под Мадридом (1976)
Катастрофа Boeing 747 под Мадридом — авиационная катастрофа, произошедшая в воскресенье 9 мая 1976 года близ Мадрида. Транспортный самолёт Boeing 747-131F Имперских Иранских ВВС заходил на посадку, когда неожиданно разрушился в воздухе и упал на землю, при этом погибли 17 человек.

## Самолёт

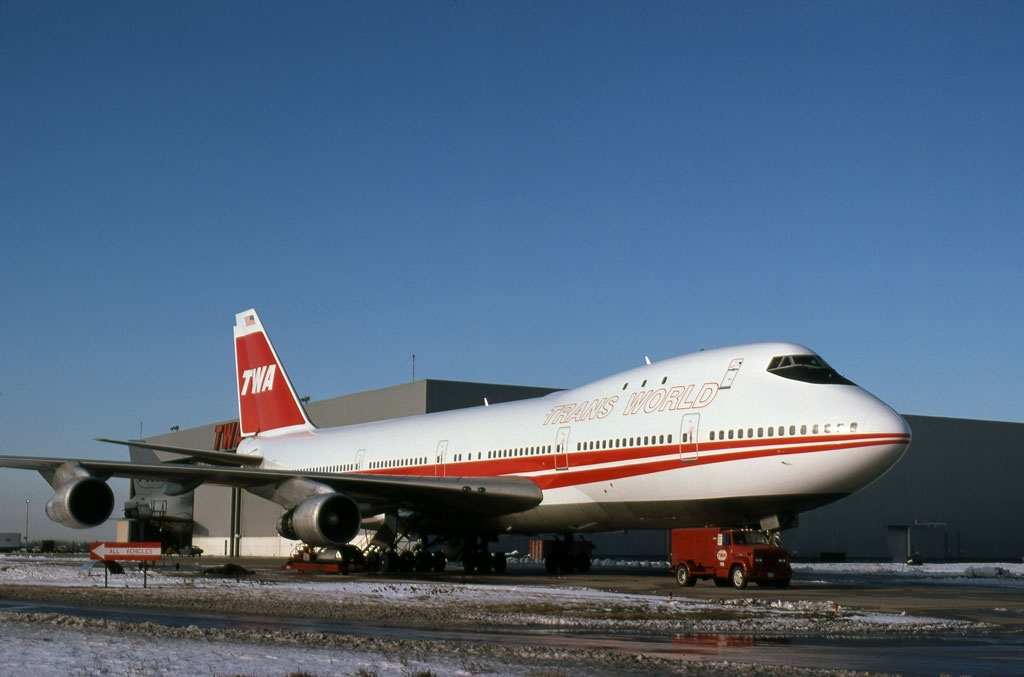
Разбившийся самолёт в ноябре 1974 года в период эксплуатации в TWA (борт N53111)

Boeing 747-131 с заводским номером 19677 и серийным 73 свой первый полёт совершил 15 сентября 1970 года и к 26 сентября под бортовым номером N53111 поступил в американскую авиакомпанию Trans World Airlines (TWA). 15 октября 1975 года лайнер вернулся на завод Boeing, после чего в Уичито (штат Канзас) был доработан до грузовой модели (747-131F), в ходе чего на левом борту добавили большую грузовую дверь. В октябре 1975 года уже под бортовым номером 5-283 этот «Боинг» был продан Имперским ВВС Ирана (поступил к 1 ноября). Был оборудован четырьмя турбовентиляторными двигателями Pratt & Whitney JT3D-3B.
Последнюю проверку иранскими ВВС борт 5-283 проходил 4 мая 1976 года, после чего успел налетать ещё 16 часов. Позже в ходе расследования происшествия американские специалисты не смогли ознакомиться с результатами этой проверки.

## Катастрофа
«Боинг» выполнял военно-транспортный рейс ULF48 из Тегерана на американскую авиабазу Макгуайр (штат Нью-Джерси) с промежуточной посадкой в Мадриде. В 08:20 с 10 членами экипажа 7 пассажирами на борту самолёт вылетел из аэропорта Мехрабад и вскоре занял плановый эшелон FL330 (10 км). При вылете его взлётный вес составлял 610 299 фунтов (276 827 кг), включая запас топлива в 254 600 фунтов (115 500 кг), представляющего собой смесь керосина типов JP-4 и jet-A; вес и центровка были в пределах установленного.
В 14:15 рейс ULF48, связавшись с диспетчерским центром в Мадриде, сообщил примерное время посадки — 14:40, а в 14:19 диспетчер сообщил о наблюдении самолёта на экране радиолокатора и дал разрешение следовать через радиомаяк Кастехон. В 14:22 экипаж получил информацию о погоде в аэропорту, а в 14:25 — разрешение снижаться до эшелона FL100 (3 км), что было подтверждено сообщением о покидании эшелона FL270 (8,2 км). Над Испанией в этот день проходил циклон, сопровождающийся сильными грозами, но с хорошей видимостью, при этом метеослужба не выпускала никаких прогнозов об опасных погодных явлениях. В 14:30 с иранского самолёта передали, что из-за непогоды впереди они отклонились влево от маршрута, а в 14:32 Мадридский диспетчерский центр передал разрешение снижаться до 5000 футов (1,5 км) и указание переходить на связь с диспетчером подхода. В 14:33 иранцы связались с подходом и сообщили, что впереди по курсу гроза, в связи с чем они просят помочь им обойти непогоду. Диспетчер сообщил, что наблюдает их на радиолокаторе, после чего попросил подтвердить, что экипаж действительно запрашивает вектор для обхода. Экипаж подтвердил запрос, передав также о прохождении Кастехона, на что было дано указание занимать курс 260°. С рейса ULF48 подтвердили получение информации и сообщили о занятии высоты 5000 футов. Больше борт 5-283 на связь не выходил.
Примерно в это же время к югу от Вальдеморо местные жители заметили летящий по курсу 220° на высоте около 6000 футов (1,8 км) над землёй «Боинг». Его экипаж понимал, что они следуют в зоне опасных погодных явлений, но особого беспокойства никто не выдавал. Затем примерно в 14:34 кто-то в кабине сказал: Мы в очаге (англ. We're in the soup!), когда через три секунды как минимум двое очевидцев на земле увидели, что в самолёт ударила молния, после чего на левом крыле близ двигателя № 1 (наружный левый) произошёл взрыв, в результате которого крыло разорвало на 3 части, которые в свою очередь распались на 15 фрагментов. Как позже было определено, в этот же момент прекратил работу параметрический бортовой самописец, хотя продолжал работать речевой. В кабине экипажа появился сигнал о неисправности автопилота, который через несколько секунд отключился. Не зная о масштабах повреждения, пилоты попытались вернуть управление, но вышедшая из-под контроля машина уже помчалась вниз и примерно в 14:35 (15:35 местного времени), спустя 54 секунды от момента удара молнии, рухнула на сельскохозяйственное поле на высоте около 3000 футов (900 метров) над уровнем моря и полностью разрушилась. Все 17 человек на борту погибли.

## Причины
Расследованием происшествия занимался американский Национальный совет по безопасности на транспорте.
Как было установлено, грозовой разряд ударил в фюзеляж близ кабины и вышел через разрядник на законцовке левого крыла. Следуя по силовому набору и обшивке, разряд породил искру в топливном баке № 1, где на тот момент находилось около 24 700 фунтов (11 200 кг) керосина, вызвав воспламенение топливных паров. Взрывная волна от детонации имеющегося в баке запаса топлива вызвала нагрузку на стенки бака свыше 80 фунтов на кв. дюйм (5,6 кгс/см²), чего оказалось достаточно для повреждения силового набора крыла. Наиболее вероятно, что искра проникла в топливный бак из-за наводки в электрической цепи привода топливного клапана. Взрыв привёл к отделению части обшивки крыла и повреждению лонжеронов, в результате чего обтекание крыла резко ухудшилось и оно начало сильно изгибаться. А так как полёт проходил в зоне турбулентности и на большой скорости, возникшие аэродинамические перегрузки за считанные секунды привели к разрушению конструкции левой плоскости.
Относительно основной причины разрушения крыла (взрывная волна от детонации топлива, либо сильная турбулентность из-за гроз) следователи определиться не смогли.

## Факт
В боевике 1990 года «Крепкий орешек 2» транспортный самолёт Boeing 747-100 (борт N473EV), на котором пытаются сбежать террористы, также терпит катастрофу из-за взрыва топливного бака в левом крыле. При этом самолёт принадлежал авиакомпании Evergreen International Airlines, ливрея которой схожа с ливреей иранских ВВС.

### Комментарии
1. ↑  Здесь и далее по умолчанию указано Среднее время по Гринвичу (GMT)